# ژان دالاییر
ژان دالاییر (انگلیسی: Jean Dallaire؛ ۹ ژوئن ۱۹۱۶ – ۲۷ نوامبر ۱۹۶۵) نقاش فرانسوی -کانادایی جنبش هنری فراواقع‌گرایی بود.